# Phare d'Ingólfshöfði
Le phare de Ingólfshöfði est un phare situé sur l'Ingólfshöfði, un promontoire sur l'océan Atlantique accessible seulement à marée basse, au sud-est du Skeiðarársandur, dans la région de Suðurland.
Il a été construit en 1916, et rebâti en 1948.